# Viterico
Viterico dei Visigoti, Viterico anche in portoghese, Witeric in catalano e Witerico in spagnolo (VI secolo – Toledo, 610), è stato re dei Visigoti dal 603 fino alla sua morte.

## Origine
Secondo il Diccionario biográfico español, Real Academia de la Historia, Viterico discendeva forse da una famiglia di origine ostrogota, che era si era stabilita in Lusitania, dove era divenuta potente e ricca.

L'Europa nel 600; il regno dei Visigoti, durante il regno di Viterico, occupava gran parte della penisola iberica e la Gotia, nella Gallia sud-occidentale

## Biografia
Quando, dopo il III Concilio di Toledo, tenuto per volontà del sovrano visigoto, Recaredo I, nel 589, si stabilirono i principi del nuovo credo religioso del regno visigoto e del suo sovrano, che, assieme alla moglie, giurò fedeltà alla nuova religione in una dichiarazione solenne: la PROFESSIO FIDEI, controfirmato da Recaredo e da Bauda (Ego Baddo gloriosa regina), una parte della nobiltà gota non accettò la scelta del re e si ribellò; tra i leader secolari della rivolta si trovavano Viterico che era conte e il duca, Argimondo i quali si appellarono al re franco dei Burgundi, Gontrano, che prima fece un'incursione in Settimania, dove venne battuto e poi inviò un esercito in appoggio dei rivoltosi. Tuttavia Recaredo sconfisse i ribelli ed i loro alleati cattolici, in una terribile battaglia che vide la morte di Argimondo, che aspirava al trono.
Il vescovo Isidoro di Siviglia scrive che dopo la morte del re Recaredo I, gli succedette e regnò per due anni suo figlio Liuva, nato da una madre ignobile, ma distinto da un carattere virtuoso.
Nella primavera del 602 Viterico ebbe il comando dell'esercito che avrebbe dovuto combattere i Bizantini, ma invece di impegnarsi contro i nemici, con parte dell'esercito e con l'appoggio di una parte della nobiltà visigota, ancora secondo Isidoro di Siviglia, nella primavera del 603 invase il palazzo reale e depose il giovane re Liuva II; dopo averlo imprigionato gli fece tagliare la mano destra. Nell'estate del 603 Liuva fu condannato a morte e ucciso nel suo ventesimo anno di età e nel secondo di regno, per paura di una ribellione a favore di Liuva in Settimania, secondo il Diccionario biográfico español, Real Academia de la Historia.

Il Chronica Regum Visigotthorum cita Liuva, confermando che fu re per due anni e sei mesi (Liuva regnavit annos II menses VI); il Chronicon Albeldense conferma che Liuva regnò due anni, fu ucciso da Viterico, che gli aveva amputato la mano destra e che gli succedette.
Sul trono gli succedette Viterico, come conferma Isidoro di Siviglia.
Durante il suo regno portò avanti la guerra contro i Bizantini, con qualche successo, probabilmente nel 605, occupò Sagontia o Gisgonza. Prima del 610 fu conquistata anche Bigastrum, vicino a Cartago Nova, perché il suo vescovo partecipò a un concilio di Toledo nello stesso anno.

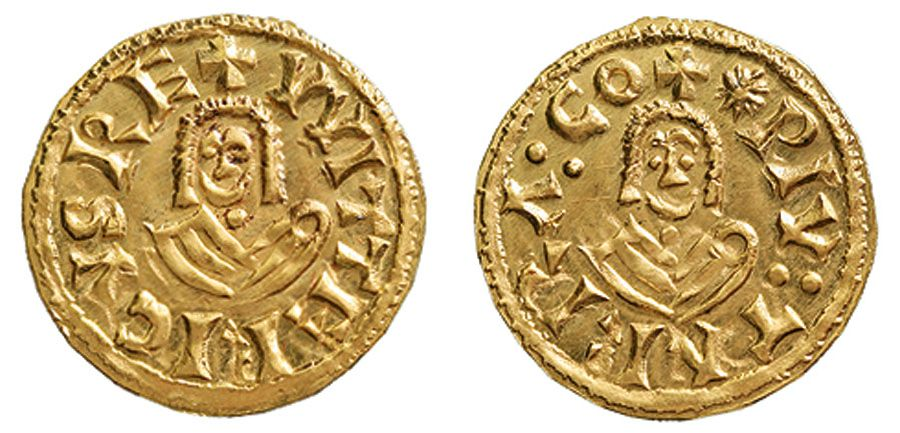
Tremisse coniata in Tarraco durante il regno di Viterico.

Nel 606 la figlia, Ermenberga, fu inviata in sposa al re dei Franchi di Burgundia Teodorico II a Chalon-sur-Saône; fu ricevuta con tutti gli onori, ma Brunilde e Teudila, rispettivamente nonna e sorella del re, riuscirono a rinviare le nozze con vari pretesti e nel frattempo fecero in modo che il re cambiasse idea sulla futura sposa. Dopo un anno Ermenberga fu rinviata a Toledo, privata però della dote, come racconta il cronista Fredegario, nel suo Fredegarii et aliorum Chronica.

Anche il Herimanni Augiensis chronicon riporta tale avvenimento.
Viterico, adirato per tale trattamento, tentò di organizzare una alleanza a quattro, con il re dei Franchi d'Austrasia, Teodeberto II, con il re dei Franchi di Neustria, Clotario II, e con il re dei Longobardi, Agilulfo, per potere conquistare la Burgundia; ma secondo Fredegario l'alleanza non nacque neppure, tanto che l'inviato Goto in Italia, tornò in Spagna via mare senza aver concluso e Isidoro di Siviglia, nella sua cronaca, non menziona alcun avvenimento di riguardo.

Anche il Herimanni Augiensis chronicon riporta che Viterico preparò una guerra contro Teodorico II.
Nell'aprile del 610 la fazione dei nobili cattolici lo assassinò, durante un banchetto, e il suo corpo, prima di essere sepolto fu trascinato per le strade di Toledo.

Il Chronica Regum Visigotthorum cita Viterico, confermando che fu re per sei anni e dieci mesi (Wittericus regnavit annos VI menses X); il Chronicon Albeldense conferma che Viterico regnò sette anni, fu un abile militare e che fu ucciso durante un banchetto.
Il duca di Narbona, Gundemaro, fu proclamato re e gli succedette sul trono, come conferma Isidoro di Siviglia.

## Matrimonio e discendenza
Viterico ebbe una moglie, di cui non si conoscono né gli ascendenti né il nome.

Viterico dalla moglie ebbe una figlia:
- Ermenberga, che avrebbe dovuto sposare il re dei Franchi di Burgundia Teodorico II. Il matrimonio non fu celebrato per l'opposizione di Brunilde, la nonna di Teodorico II, come riporta il cronista Fredegario, nel suo Fredegarii et aliorum Chronica[10][11].

### Fonti primarie
- (LA)  Chronica Regum Visigotthorum, España Sagrada Tomo II.
- (LA)  Isidori Historia Gothorum, Wandalorum, Sueborum, De origine Gothorum.
- (LA)  Anastasii abbatis opera omnia.
- (LA)  Monumenta Germaniae Historica, criptores rerum Merovingicarum, tomus II, Fredegarii et aliorum Chronica.
- (LA)  Monumenta Germaniae Historica, Scriptores (in Folio) (SS), tomus 5, Herimanni Augiensis Chronicon.
- (LA)  Monumenta Germaniae Historica, Auctorum antiquissimorum, tomus XI, Iohannis Abbatis Biclarensis Chronica.
- (LA)  #ES Cuadernos de Historia Jerónimo Zurita, PROFESSIO FIDEI, doc. 35

### Letteratura storiografica
- Rafael Altamira, La Spagna sotto i Visigoti, in Storia del mondo medievale, vol. I, Garzanti, 1999,  pp. 743-779.